# Clarisa Sagardía
Clarisa Sagardía (Villa Iris, Buenos Aires, 28 de junio de 1989) es una exjugadora de voleibol argentina que se desempeñó en la posición de armadora. Formó parte del equipo de Boca Juniors, con el que logró varios títulos antes de pasar al vóley europeo. Junto a la Selección femenina de voleibol de Argentina formó parte del plantel de los Juegos Olímpicos de Río 2016, entre otras competencias.

## Biografía
Nacida en Villa Iris, debido al trabajo de sus padres vivió en distintos lugares de la provincia de Buenos Aires antes de radicarse a la edad de siete años en la ciudad de Buenos Aires. A los nueve años comenzó a practicar voleibol en Vélez Sarsfield, donde debutó en primera en el año 2004. De Vélez pasaría en 2006 al club Boca Juniors, donde jugaría hasta el año 2016, exceptuando dos breves interrupciones: en 2009 para jugar en el Cantabria Infinita de España, y en 2014 para hacerlo en Olimpo de Bahía Blanca. Con Boca se consagró campeona de la Liga Nacional en 2013, y subcampeona en 2009 y 2015/16.
Tras la temporada 2016 comenzó un periplo europeo que la llevaría primero al vóley griego, donde jugó en el Macedonios Axios, luego a Alemania, donde portó la camiseta primero del Rote Raben Vilsbiburg y luego del Schwarz-Weiß Erfurt, para recalar finalmente en Suecia, donde compitió en la temporada 2020/21 en el Hylte/Halmstad. Con este club consiguió la doble corona de Copa y Liga Sueca, un logro que no se daba en el vóley femenino sueco desde hacía 33 años. El título de liga llegó tras derrotar al Engelholm EVS Volleyball, cortando así su racha de títulos consecutivos y dándole al Hylte Halmstad su primer título de Liga femenino. Tras este título, Sagardía anunció su retiro de la práctica profesional de voleibol. Un año más tarde se sumó al equipo técnico del TSV Rottenburg alemán como entrenadora asistente.

## Selección nacional
Participó con la selección juvenil en el Campeonato Mundial de Voleibol Femenino Sub-18 de 2005, compartiendo equipo con otras futuras integrantes de la selección mayor como Yamila Nizetich, Carla Castiglione, Julieta Lazcano, Aylin Pereyra, Patricia Oillataguerre  y Lucía Gaido. Más tarde, ya con el equipo mayor disputó una Copa del Mundo (Japón 2015), una Liga de Naciones (2018), dos World Grand Prix (2016 y 2017) y cinco Copas Panamericanas (2006 y 2015-18), aunque sus logros más relevantes vendrían de la mano de haber participado en los Juegos Olímpicos de Río 2016 y el Mundial de Japón 2018.

## Vida personal
Cuenta con un título de licenciatura en nutrición. Es prima de la también exvoleibolista de la selección argentina Micaela Vogel.

## Palmarés
- Campeona Liga Femenina de Voleibol 2013/14 (Boca Juniors)
- Campeona Liga y Copa de Suecia 2021 (Hylte Halmstad)
- Subcampeona Liga Femenina de Voleibol Argentino 2009 y 2015/16 (Boca Juniors)

## Distinciones individuales
- Mejor armadora Liga Nacional 2014, otorgado por ACLAV.[19]